# Daentl-Syndrom
Das Daentl-Syndrom oder Daentl-Towsend-Siegel-Syndrom ist eine sehr seltene Erkrankung mit blauen Skleren, Nierenfunktionsstörung, dünner Haut und Hydrozephalus.
Synonyme sind: Hydrocephalus blue sclera nephropathy; englisch Familial nephrosis, hydrocephalus, thin skin, blue sclerae syndrome
Die Bezeichnung bezieht sich auf den Autor D. L. Daentl beziehungsweise die Autoren der Erstbeobachtung von 1978.

## Vorkommen
Die Häufigkeit wird mit unter 1 zu 1.000.000 angegeben, die Vererbung erfolgt autosomal-rezessiv.

## Ursache
Die Ursache der Erkrankung ist bislang nicht bekannt.